# بينول
البينول هو مشروب ساخن تقليدي في الإكوادور ونيكاراغوا يعد من الماتشيكا (دقيق الشعير المحمص) والبانيلا (سكر غير مكرر) ممزوج بالتوابل يضاف إليه سائل الحليب.
عادةً ما يشير مصطلح البينول إلى مسحوق المزيج الجاف نفسه.

## لمحة تاريخية
يُعزى اختراع البينول إلى رافائيل اميليو مدريد من سالسيدو. حيث تقول القصة، أن رافائيل استوحى اختراعه من مشاهدة العمال وهم يمتصون قطعًا من البانيلا، فقرر طحنها وخلطها مع الماشيكا والتوابل.
كان مصنع عائلة مدريد الذي بُني في الخمسينيات من القرن الماضي في سان رافائيل بالإكوادور، يستخدمون في الأصل حجر الرحى لصنع مزيج البينول.
اعتبارا من عام 2009، كان الجيل الرابع من عائلة رافائيل لا يزالون يشاركون في إنتاج مزيج البينول. على الرغم من حداثته نسبيا في منتصف القرن العشرين، يعتبر البينول طعامًا تقليديًا.

## المقادير
يتكون المزيج الذي يتم بيعه لإعداد مشروب الصنوبر من مسحوق البانيلا المطحون جيدًا والذي يعد شكلا من أشكال قصب السكر غير المكرر بالإضافة إلى دقيق الشعير المحمص المسمى بالماتشيكا ينضاف للخليط بعض التوابل المطحونة الأخرى والتي تشمل عادة اليانسون أو القرفة أو عشبة إيشبينغو (توابل الأنديز الأصلية متعلقة بالقرفة) والقرنفل أو الفلفل الأسود. بعض مستحضرات الصنوبر قد تشمل الكينوا.

## طريقة الإعداد

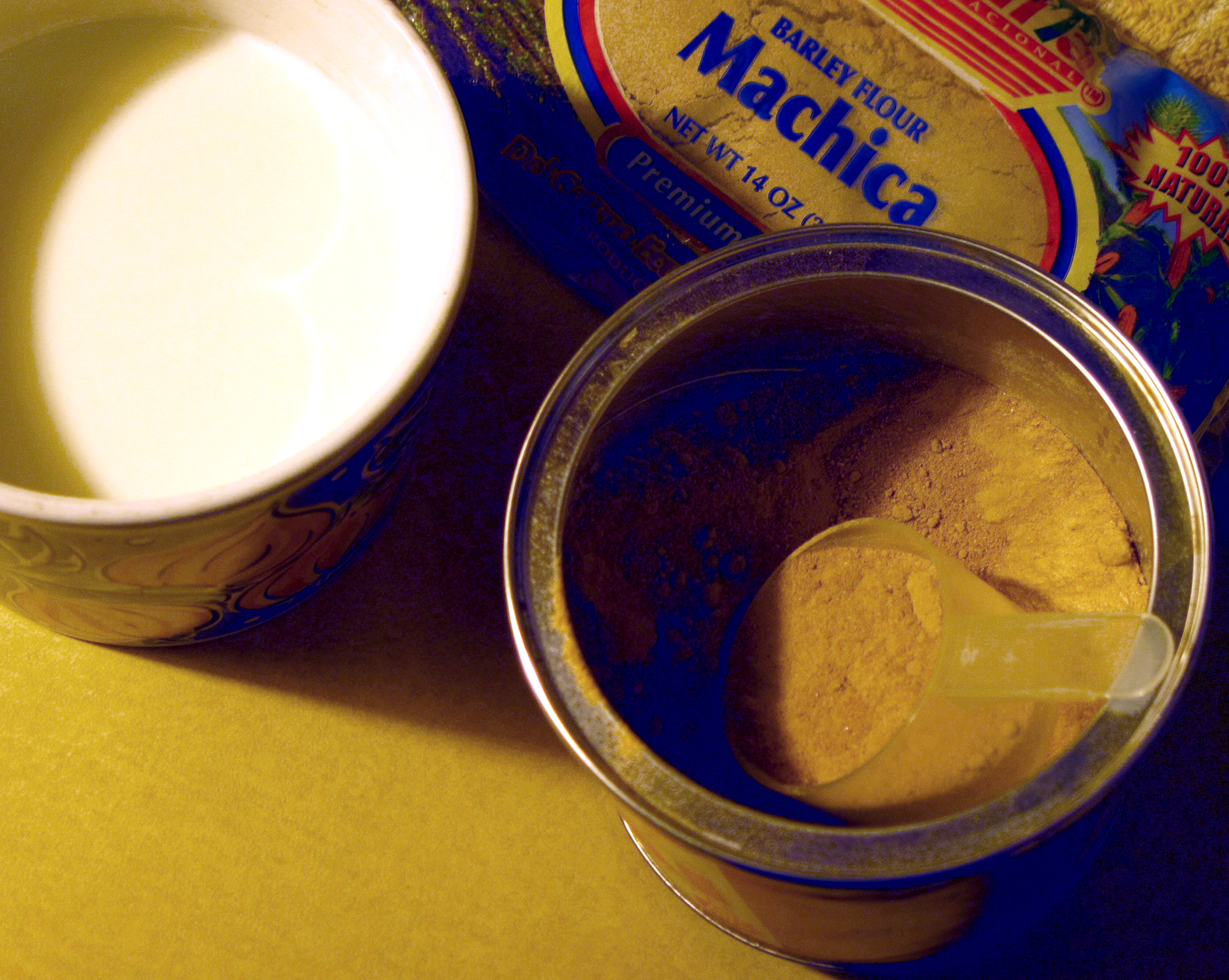
البينول (العلبة مع الملعقة) بجانب كيس من الماشيكا العادية وكوب من الحليب

عادة ما يتم إعداد مشروب البينول باستخدام الحليب الحيواني أو حليب الصويا، ولكن يمكن أيضًا استخدام الماء أو عصير الفاكهة. تشبه طريقة التحضير نفس الطريقة المتبعة في صنع مشروب الشوكولاته الساخنة والتي تعد من الحليب ومسحوق الكاكاو بدلاً من الماء الساخن والمزيج.

## استخدامات أخرى
يمكن استخدام مزيج البينول لصنع عصائر الفاكهة أو كعنصر للحلوى أو غيرها من الحلويات. أحيانًا يتم تناولها أيضًا مع الجبن المبشور أو بمفردها.

## أماكن البيع
يمكن شراء البينول الجاهز للشرب في المتاجر ومحلات بيع الآيس كريم في كانتون سالسيدو، حيث يستهلكها كل من السكان المحليين والسياح.
يقوم عدد من المصنعين إلى جانب الشركة التي أسسها رافائيل اميليو مدريد بإنتاج مزيج البينول أيضًا. يتم تصدير العديد من العلامات التجارية إلى بلدان أخرى لخدمة السكان المهاجرين الإكوادوريين وغيرهم من العملاء.